# Влада Самарџић
Влада Самарџић (Нови Сад, 1970) био је члан нове поставе групе Смак од 1994. године.
У групи је остао до 1997. године, када је отишао у Бостон на музички колеџ Беркли. Свира 5-string WoodGuerilla бас-гитаре.
После дипломирања на Берклију, враћа се у Нови Сад 2000. где оснива џез - групу Грув Мастерс и постаје стални члан групе Васил Хаџиманов Бенд. У Новом Саду има своју бас радионицу у којој предаје хармонику и бас-гитару.